# Александр (река)
Алекса́ндр (ивр. נחל אלכסנדר‎) — река в Израиле и Палестине. Длина реки около 32 км. Площадь водосборного бассейна — 550 км² (580 км²). Ежегодно в бассейне реки выпадает в среднем 340 млн м³ осадков.
Берёт начало в горах Самарии (в окрестностях гор Айбаль и Гризим) и впадает к северу от города Нетания в Средиземное море, исток реки находится в районе Наблуса (Шхема). В этом районе участки реки (начиная от истока) носят названия Вади-а-Намль и Вади-а-Шейх.
Основными притоками реки являются Шхем и Теени́м (Вади-а-Тейн), также в неё впадают небольшие речки О́мец, Ба́хан, Авиха́йль. В верхнем течении она является пересыхающей, в нижнем (от кибуца Маабарот) — течёт круглый год. Большая часть реки проходит через долину Хефер.
Названа в честь царя древнего еврейского государства Иудея, проживавшего в I веке до н. э. — Александра Янная.
До 1930-х годов петляющая по долине Хефер река часто приводила к наводнениям. В 1960—1963 годах русло реки выпрямили и расширили. До середины 1950-х в низовьях реки можно было купаться и плавать на лодке, но к 1970-м годам в результате сильного загрязнения вода стала непригодной для этого, а большая часть растительности в реке погибла.
В 1995 году были проведены масштабные работы по восстановлению реки. Качество воды в реке значительно улучшилось, а территории берегов были открыты для отдыха, спорта и туризма. В 2003 году проект по восстановлению реки получил Международную речную премию на Международном речном симпозиуме в Брисбене, Австралия.